# Гудевичский сельсовет
Гудевичский сельсовет — административная единица на территории Мостовского района Гродненской области Беларуси. Центр — агрогородок Гудевичи.

## Состав
Гудевичский сельсовет включает 17 населённых пунктов:
- Гудевичи — агрогородок.
- Дубляны — деревня.
- Кулёвщина — деревня.
- Лятки — деревня.
- Миткевичи — деревня.
- Нацевичи — деревня.
- Огрызки — деревня.
- Одверна — деревня.
- Острово — деревня.
- Пилки — деревня.
- Радевичи — деревня.
- Седеневичи — деревня.
- Семашки — деревня.
- Семиренки — деревня.
- Струга — деревня.
- Тиневичи — деревня.
- Толстики — деревня.

## Производственная сфера
Закрытое акционерное общество «Гудевичи».

## Инфраструктура

### Образование
ГУО «Гудевичская средняя школа», ГУО «Гудевичский детский сад».

### Медицина
Гудевичская амбулатория УЗ «Мостовская ЦРБ», Радевичский и Пилковский фельдшерско-акушерские пункты. Имеется аптека четвёртой категории в агрогородке Гудевичи.

### Бытовые услуги
Комплексно-приёмный пункт в аг. Гудевичи.

### Банки
Имеется банкомат в аг. Гудевичи. Отделение АСБ «Беларусбанк» 415/20 в аг. Гудевичи.

### Бани
Баня «ЗАО» Гудевичи на 2 отделения, баня в д. Радевичи, д. Пилки.

### Торговля
Магазин в д. Пилки, в д. Радевичи, фирменный магазин «Чаровница», кафе «Пролеска» ЗАО «Гудевичи», магазин «Продукты» и «Промтовары» в аг. Гудевичи, 1 автомагазин.

### Культура
Филиал «Гудевичский центр досуга и культуры» ГУ «Мостовский районный центр культуры», филиал «Гудевичская библиотека — центр национальных культур» ГУК «Мостовская районная библиотека», УК «Гудевичский государственный литературно-краеведческий музей», ГУО «Мостовская детская школа искусств» структурное подразделение аг. Гудевичи.

## Памятные места
На территории сельсовета находятся 4 воинских захоронения и 4 формы увековечения.

## Культовые здания
- Храм Рождества Пресвятой Богородицы в агрогородке Гудевичи.

## Демография
- 1970 год — 2918 чел.
- 2001 год — 1867 чел.
- 2009 год — 1525 чел.
- 2019 год — 1375 чел.

## Достопримечательности
- Храм Рождества Пресвятой Богородицы аг. Гудевичи (1887 год)
- Гудевичский государственный литературно-краеведческий музей
- Усадьба Миклашевичей. Брама